# Cledaucus
Cledaucus was volgens de legende, zoals beschreven door Geoffrey van Monmouth, koning van Brittannië. Hij werd voorafgegaan door koning Eliud en werd opgevolgd door zijn zoon Clotenus. Cledaucus regeerde van 212 v.Chr. - 207 v.Chr.